# USA:s flygvapenminister
USA:s flygvapenminister, Secretary of the Air Force (förkortat SECAF eller SAF/OS), är chef för USA:s flygvapendepartement, som är ett militärdepartement inom USA:s försvarsdepartement. Flygvapenministern, som måste vara en civilist, utnämns av presidenten med senatens råd och samtycke.
Under försvarsministerns tillsyn har flygvapenministern till uppgift att leda, organisera och administrera flygvapendepartementet (Department of the Air Force) som omfattar det reguljära flygvapnet på aktiv stat (Regular Air Force), reservstyrkor (Air Force Reserve), flygnationalgardet, samt sedan 2019 även USA:s rymdstyrka.
Ämbetet inrättades i och med att 1947 års nationella säkerhetsakt trädde i kraft, innan dess var USA:s arméflygvapen en del av USA:s armé. 

## Ämbetsuppgifter
Flygvapenministern har i lag tilldelats omfattande befogenheter över flygvapnet och rymdstyrkan, inklusive men inte begränsat till: rekrytering, organisering, förvaltning (inklusive personalens stridsmoral och välbefinnande), ärendehantering, proviant, utrustning (inklusive forskning och utveckling), utbildning, ekonomistyrning, mobilisering, samt demobilisering. Flygvapenministern överser också anförskaffning, byggnation, framställning, upprätthållande och reparation av flygvapnets flygplan, robotar, satelliter, kommunikationssystem, all annan materiel, och för flygvapnets baser samt tillhörande fastigheter. Flygvapenministern ansvarar för framtagande, utfärdande och implementering av direktiv, order, policy, samt program inom flygvapendepartementet som överensstämmer med de direktiv och uppsatta mål som satts upp av försvarsministern och presidenten.
Flygvapenministern har sitt tjänstekontor i försvarshögkvarteret Pentagon. Närmast ministern finns en civil understatssekreterare (Under Secretary of the Air Force) och ministerns kansli (Office of the Secretary of the Air Force). Flygvapenstabschefen är yrkessofficeraren i flygvapnet med högst rang och denne fungerar som flygvapenministerns militäre rådgivare, leder flygstaben (The Air Staff), samt är flygvapnets representant i Joint Chiefs of Staff.
Uniform Code of Military Justice ger flygvapenministern en viktig roll i det militära rättssystemet för flygvapnet och rymdstyrkans del. Flygvapenministern beslutar om flygvapnets organisation och indelning.
Förutom de roller som flygvapendepartementet tilldelats av kongressen genom lag, eller i utförande av funktioner föreskrivna av försvarsministern eller presidenten; avträder flygvapenministern flygvapendepartementets certifierat stridsberedda förband till den operativa befälskedjan tillhörandes militärbefälhavarna på försvarsministerns befallning. Flygvapenministern, liksom flygvapenstabschefen, saknar operativa befogenheter över flygvapnets förband när de är tilldelade militärbefälhavare, men flygvapenministern behåller ständigt administrativa befogenheter över flygvapenförbanden.
Arméministern och marinministern har motsvarande ansvar och befogenheter för armén respektive flottan och marinkåren.

## Lista över flygvapenministrar 1947-idag
| Nummer | Porträtt       | Namn                   | Tillträde         | Avgång                            | Försvarsminister                                  | President                              | Not |
| ------ | -------------- | ---------------------- | ----------------- | --------------------------------- | ------------------------------------------------- | -------------------------------------- | --- |
| 1      |                | Stuart Symington       | 18 september 1947 | 24 april 1950                     | James Forrestal Louis A. Johnson                  | Harry S. Truman                        |     |
| 2      |                | Thomas K. Finletter    | 24 april 1950     | 20 januari 1953                   | Louis A. Johnson George C. Marshall Robert Lovett | Harry S. Truman                        |     |
| 3      |                | Harold E. Talbott      | 4 februari 1953   | 13 augusti 1955                   | Charles E. Wilson                                 | Dwight D. Eisenhower                   |     |
| 4      |                | Donald A. Quarles      | 15 augusti 1955   | 30 april 1957                     | Charles E. Wilson                                 | Dwight D. Eisenhower                   |     |
| 5      |                | James H. Douglas, Jr.  | 1 maj 1957        | 10 december 1959                  | Charles E. Wilson Neil H. McElroy Thomas S. Gates | Dwight D. Eisenhower                   |     |
| 6      |                | Dudley C. Sharp        | 11 december 1959  | 20 januari 1961                   | Thomas S. Gates                                   | Dwight D. Eisenhower                   |     |
| 7      |                | Eugene M. Zuckert      | 24 januari 1961   | 30 september 1965                 | Robert McNamara                                   | John F. Kennedy och Lyndon B. Johnson  |     |
| 8      |                | Harold Brown           | 1 oktober 1965    | 15 februari 1969                  | Robert McNamara Clark Clifford Melvin R. Laird    | Lyndon B. Johnson och Richard M. Nixon |     |
| 9      |                | Robert C. Seamans, Jr. | 15 februari 1969  | 15 maj 1973                       | Melvin R. Laird Elliot Richardson                 | Richard M. Nixon                       |     |
| t.f.   |                | John L. McLucas        | 15 maj 1973       | 18 juli 1973                      | Elliot Richardson James Schlesinger               | Richard M. Nixon                       |     |
| 10     | 18 juli 1973   | John L. McLucas        | 23 november 1975  | James Schlesinger Donald Rumsfeld | Richard M. Nixon och Gerald Ford                  |                                        |     |
| t.f.   |                | James W. Plummer       | 24 november 1975  | 1 januari 1976                    | Donald Rumsfeld                                   | Gerald Ford                            |     |
| 11     |                | Thomas C. Reed         | 2 januari 1976    | 6 april 1977                      | Donald Rumsfeld Harold Brown                      | Gerald Ford och Jimmy Carter           |     |
| 12     |                | John C. Stetson        | 6 april 1977      | 18 maj 1979                       | Harold Brown                                      | Jimmy Carter                           |     |
| t.f.   |                | Hans Mark              | 18 maj 1979       | 26 juli 1979                      | Harold Brown                                      | Jimmy Carter                           |     |
| 13     | 26 juli 1979   | Hans Mark              | 9 februari 1981   | Harold Brown Caspar Weinberger    | Jimmy Carter och Ronald Reagan                    |                                        |     |
| 14     |                | Verne Orr              | 9 februari 1981   | 30 november 1985                  | Caspar Weinberger                                 | Ronald Reagan                          |     |
| 15     |                | Russell A. Rourke      | 9 december 1985   | 6 april 1986                      | Caspar Weinberger                                 | Ronald Reagan                          |     |
| t.f.   |                | Edward C. Aldridge Jr. | 8 april 1986      | 8 juni 1986                       | Caspar Weinberger                                 | Ronald Reagan                          |     |
| 16     | 9 juni 1986    | Edward C. Aldridge Jr. | 16 december 1988  | Caspar Weinberger Frank Carlucci  |                                                   | Ronald Reagan                          |     |
| t.f.   |                | James F. McGovern      | 16 december 1988  | 29 april 1989                     | Frank Carlucci Dick Cheney                        | Ronald Reagan och George H. W. Bush    |     |
| t.f.   |                | John J. Welch Jr.      | 29 april 1989     | 1 maj 1989                        | Dick Cheney                                       | George H. W. Bush                      |     |
| 17     |                | Donald B. Rice         | 1 maj 1989        | 20 januari 1993                   | Dick Cheney                                       | George H. W. Bush                      |     |
| t.f.   |                | Michael B. Donley      | 20 januari 1993   | 13 juli 1993                      | Les Aspin                                         | Bill Clinton                           |     |
| t.f.   |                | Merrill A. McPeak      | 14 juli 1993      | 5 augusti 1993                    | Les Aspin                                         | Bill Clinton                           |     |
| 18     |                | Sheila E. Widnall      | 6 augusti 1993    | 31 oktober 1997                   | Les Aspin William Perry William Cohen             | Bill Clinton                           |     |
| t.f.   |                | F. Whitten Peters      | 1 november 1997   | 30 juli 1999                      | William Cohen                                     | Bill Clinton                           |     |
| 19     | 30 juli 1999   | F. Whitten Peters      | 20 januari 2001   |                                   | William Cohen                                     | Bill Clinton                           |     |
| t.f.   |                | Lawrence J. Delaney    | 21 januari 2001   | 31 maj 2001                       | Donald Rumsfeld                                   | George W. Bush                         |     |
| 20     |                | James G. Roche         | 1 juni 2001       | 20 januari 2005                   | Donald Rumsfeld                                   | George W. Bush                         |     |
| t.f.   |                | Peter B. Teets         | 20 januari 2005   | 25 mars 2005                      | Donald Rumsfeld                                   | George W. Bush                         |     |
| t.f.   |                | Michael Montelongo     | 25 mars 2005      | 28 mars 2005                      | Donald Rumsfeld                                   | George W. Bush                         |     |
| t.f.   |                | Michael L. Dominguez   | 28 mars 2005      | 29 juli 2005                      | Donald Rumsfeld                                   | George W. Bush                         |     |
| t.f.   |                | Pete Geren             | 29 juli 2005      | 4 november 2005                   | Donald Rumsfeld                                   | George W. Bush                         |     |
| 21     |                | Michael Wynne          | 4 november 2005   | 20 juni 2008                      | Donald Rumsfeld Robert M. Gates                   | George W. Bush                         |     |
| t.f.   |                | Michael B. Donley      | 21 juni 2008      | 2 oktober 2008                    | Robert M. Gates                                   | George W. Bush                         |     |
| 22     | 2 oktober 2008 | Michael B. Donley      | 21 juni 2013      | Robert M. Gates Leon Panetta      | George W. Bush och Barack Obama                   |                                        |     |
| t.f.   |                | Eric Fanning           | 21 juni 2013      | 20 december 2013                  | Chuck Hagel Ashton Carter                         | Barack Obama                           |     |
| 23.    |                | Deborah Lee James      | 20 december 2013  | 20 januari 2017                   | Chuck Hagel Ashton Carter                         | Barack Obama                           |     |
| t.f.   |                | Lisa Disbrow           | 20 januari 2017   | 16 maj 2017                       | James Mattis                                      | Donald Trump                           |     |
| 24.    |                | Heather Wilson         | 16 maj 2017       | 31 maj 2019                       | James Mattis                                      | Donald Trump                           |     |
| t.f.   |                | Matthew Donovan        | 31 maj 2019       | 18 oktober 2019                   | Mark Esper                                        | Donald Trump                           |     |
| 25     |                | Barbara M. Barrett     | 18 oktober 2019   | 20 januari 2021                   | Mark Esper                                        | Donald Trump                           |     |
| t.f.   |                | John P. Roth           | 20 januari 2021   | 28 juli 2021                      | Lloyd Austin                                      | Joe Biden                              |     |
| 26     |                | Frank Kendall          | 28 juli 2021      | 20 januari 2025                   | Lloyd Austin                                      | Joe Biden                              |     |
| t.f.   |                | Gary A. Ashworth       | 20 januari 2025   | 13 maj 2025                       | Pete Hegseth                                      | Donald Trump                           |     |
| 27     |                | Troy Meink             | 16 maj 2025       | sittande                          | Pete Hegseth                                      | Donald Trump                           |     |